# Питър Стормаре
Питър Стормаре (на английски: Peter Stormare) е шведски актьор, театрален режисьор, драматург и музикант, номиниран за награда на „Гилдията на киноактьорите“. Известни филми с негово участие са „Фарго“, „Джурасик парк: Изгубеният свят“, „Големият Лебовски“, „Армагедон“, „Шоколад“, „Специален доклад“, „Сделката на доктор Парнасъс“, „Джон Уик 2“, сериалите „Сайнфелд“, „Джоуи“, „Бягство от затвора“, „Монк“, „Скрити доказателства“, „Черният списък“, „Стрелата“ и други.

## Биография
Питър Стормаре е роден на 27 август 1953 г. в Кумла, Швеция с името Ролф Петер Ингвар Сторм (на шведски: Rolf Peter Ingvar Storm). Малко след раждането му семейството му се мести в Абра, Болнес, Йевлебори.
Стормаре има дъщеря, родена през месец март 1989 г., на име Кели, от любовна връзка с жена, която не е известна в публичния живот. Също през 1989 г. се жени за американската актриса Карен Силас, двамата се развеждат през 2006 г. От втората си съпруга Тошими (ж. 2008), има дъщеря на име Лайла Бела Луна, родена през 2009 г. Той е кръстник на шведския актьор Густаф Скарсгорд. Стормаре е християнин и казва, че „има връзка с Бог“.
Стормаре работи както в САЩ, така и в Швеция. Понастоящем живее със семейството си в Лос Анджелис, Калифорния.

## Кариера
Започва актьорската си кариера в Кралския драматичен театър в Стокхолм, като е важна част от състава цели 11 години. През 1990 г. той поема ръководно място, като става асоцииран художествен ръководител („Associate Artistic Director“) в Tokyo Globe Theatre и гради име, като понякога се появява в различни Шекспирови постановки, като „Хамлет“. Три години по-късно заминава за Ню Йорк и взема участие главно в английскоезични продукции.
Играе второстепенни роли в блокбъстъри, като „Изгубеният свят: Джурасик парк“, „Армагедон“ и „Специален доклад“, които го правят известен сред широката публика. За голям успех се приема и актьорската му игра във филма на братята Коен „Фарго“. През 2005 – 2006 г. участва в 20 епизода от американския телевизионен сериал „Бягство от затвора“ в ролята на мафиота Джон Абруци.
След като Боно от Ю Ту чува песни на Питър, той го насърчава да запише и издаде музикален албум. През 2002 г. Стормаре издава първия си албум, който носи името „Dallerpölsa och småfåglar“. Той свири в група, наречена „Blonde from Fargo“, и е основател на звукозаписната компания „StormVox“.
Появява се във видеоклип на шведската пауър метъл група „Сабатон“ и в клипове на групата „Линдеман“ – метъл-проект на Тил Линдеман.

## Избрана филмография
- 1982, 1983 – „Фани и Александър“ (Fanny och Alexander, филм и минисериал)
- 1992 – „Вреда“ (Damage)
- 1996 – „Фарго“ (Fargo)
- 1997 – „Джурасик парк: Изгубеният свят“ (The Lost World: Jurassic Park)
- 1997 – „В ролята на Бог“ (Playing God)
- 1997 – „В присъствието на клоуна“ (Larmar och gör sig till, ТВ филм)
- 1998 – „Големият Лебовски“ (The Big Lebowski)
- 1998 – „Хамилтън“ (Hamilton)
- 1998 – „Код Меркурий“ (Mercury Rising)
- 1998 – „Сайнфелд“ (Seinfeld, сериал)
- 1997 – „Армагедон“ (Armageddon)
- 1999 – „Чистилището“ (Purgatory, ТВ филм)
- 1999 – „Осем милиметра“ (8mm)
- 1999 – „Хотел за милион долара“ (The Million Dollar Hotel)
- 2000 – „Тарикатите“ (Circus)
- 2000 – „Танцьорка в мрака“ (Dancer in the Dark)
- 2000 – „Шоколад“ (Chocolat)
- 2002 – „Гадна компания“ (Bad Company)
- 2002 – „Гласът на вятъра“ (Windtalkers)
- 2002 – „Специален доклад“ (Minority Report)
- 2002 – „Въртележка“ (Spun)
- 2002 – „Смокинг“ (The Tuxedo)
- 2003 – „Хитлер: Зората на злото“ (Hitler: The Rise of Evil, минисериал)
- 2003 – „Лоши момчета 2“ (Bad Boys II)
- 2004 – „Прераждане“ (Birth)
- 2004 – „Джоуи“ (Joey, сериал)
- 2005 – „Константин“ (Constantine)
- 2005 – „Братя Грим“ (The Brothers Grimm)
- 2005 – 2007 – „Бягство от затвора“ (Prison Break, сериал)
- 2006 – „Начо Либре“ (Nacho Libre)
- 2006 – „Отвлечени“ (Unknown)
- 2007 – „Предчувствие“ (Premonition)
- 2008 – „Монк“ (Monk, сериал)
- 2008 – „Специална защита“ (Witless Protection)
- 2008 – „Лудоториум“ ( Insanitarium, директно към видео филм)
- 2009 – „Смъртоносната стая“ (The Killing Room)
- 2009 – „Конниците“ (Horsemen)
- 2009 – „Сделката на доктор Парнасъс“ (The Imaginarium of Doctor Parnassus)
- 2009 – „Антураж“ (Entourage, сериал)
- 2010 – „Трева“ (Weeds, сериал)
- 2010 – „Престъплението на Хенри“ (Henry's Crime)
- 2010 – „Хавай 5-0“ (Hawaii Five-0, сериал)
- 2011 – „Тайнствени афери“ (Covert Affairs, сериал)
- 2011 – „Ловците 2: Фалшива следа“ (Jägarna 2)
- 2011 – „Честни измамници“ (Leverage, сериал)
- 2012 – „Военни престъпления: Лос Анджелис“ (NCIS: Los Angeles, сериал)
- 2012 – „Безизходна ситуация“ (Small Apartments)
- 2012 – „Как прекарах лятната ваканция“ (Get the Gringo)
- 2012 – „MS-1: Максимална сигурност“ (Lockout)
- 2012 – „Скрити доказателства“ (Body of Proof, сериал)
- 2013 – „Последната битка“ (The Last Stand)
- 2013 – „Хензел и Гретел: Ловци на вещици“ (Hansel & Gretel: Witch Hunters)
- 2013 – „Сибирско образование“ (Educazione siberiana)
- 2013 – „Кръв и пот“ (Pain & Gain)
- 2013 – „Теорема нула“ (The Zero Theorem)
- 2013 – „Топлинен удар“ (Heatstroke)
- 2014 – „Безсрамник“ (Rake, сериал)
- 2014 – „Осмо чувство“ (Psych, сериал)
- 2014 – „Токарев“ (Tokarev)
- 2014 – „Внедрени в час 2“ (22 Jump Street)
- 2014 – „Пингвините от Мадагаскар: Филмът“ (Penguins of Madagascar, анимационен филм – глас)
- 2014 – „Черният списък“ (The Blacklist, сериал)
- 2014 – 2015 – „Стрелата“ (Arrow, сериал)
- 2014 – 2017 – „Лонгмайър“ (Longmire, сериал)
- 2015 – „Всичко ще бъде наред“ (Every Thing Will Be Fine)
- 2017 – 2021 – „Американски богове“ (American Gods, сериал)
- 2017 – „Джон Уик 2“ (John Wick: Chapter 2)
- 2017 – „Избий всички“ (Kill 'Em All)
- 2019 – „Отровна роза“ (The Poison Rose)
- 2020 – „Малки титани: В готовност!“ (Teen Titans Go!, анимационен сериал – глас)